# Pablo Emilio Pérez
Pablo Emilio Pérez (Claypole, Buenos Aires, 27 de agosto de 1973) es un exfutbolista argentino que jugaba como defensor.

## Trayectoria

### Banfield
Pérez debutó en Banfield en 1993. Jugó en el taladro hasta 1996.

### Quilmes
En 1996 pasó a Quilmes. En el cervecero disputó una temporada.

### Independiente Rivadavia
En 1998 llegó a Independiente Rivadavia. En 1999 se consagró campeón del Argentino A y ascendió a la B Nacional.

### Douglas Haig
En 2001 se unió a Douglas Haig. En el equipo de Pergamino jugó hasta el 2003.

### Atlético Tucumán
De cara a la temporada 2003/04 se sumó a Atlético Tucumán. Vistió la camiseta del decano hasta 2004.

### Luján de Cuyo
En 2005 pasó a Luján de Cuyo. En el equipo mendocino jugó hasta 2006.

### Cipolletti
En el 2006 pasó a Cipolletti. En 2007 se coronó campeón del Argentino B y obtuvo el ascenso al Argentino A.

### Argentinos de 25 de Mayo
En 2011 se sumó a Argentinos de 25 de Mayo, donde tuvo un breve paso.

### San Jorge
Para la temporada 2011/12 se unió a San Jorge.

### Jorge Newbery
En 2012 pasó a Jorge Newbery. En el equipo de Comodoro Rivadavia se retiró del fútbol.

## Clubes
| Club                     | País      |
| ------------------------ | --------- |
| Banfield                 | Argentina |
| Quilmes                  | Argentina |
| Independiente Rivadavia  | Argentina |
| Douglas Haig             | Argentina |
| Atlético Tucumán         | Argentina |
| Luján de Cuyo            | Argentina |
| Cipolletti               | Argentina |
| Argentinos de 25 de Mayo | Argentina |
| San Jorge                | Argentina |
| Jorge Newbery            | Argentina |

## Palmarés
| Título      | Equipo                  | País      | Año     |
| ----------- | ----------------------- | --------- | ------- |
| Argentino A | Independiente Rivadavia | Argentina | 1998/99 |
| Argentino B | Cipolletti              | Argentina | 2006/07 |